# PDHA2
PDHA2 (англ. Pyruvate dehydrogenase alpha 2) – білок, який кодується однойменним геном, розташованим у людей на короткому плечі 4-ї хромосоми.  Довжина поліпептидного ланцюга білка становить 388 амінокислот, а молекулярна маса — 42 933.
| 10         |  | 20         |  | 30         |  | 40         |  | 50         |
| ---------- |  | ---------- |  | ---------- |  | ---------- |  | ---------- |
| MLAAFISRVL |  | RRVAQKSARR |  | VLVASRNSSN |  | DATFEIKKCD |  | LYLLEEGPPV |
| TTVLTRAEGL |  | KYYRMMLTVR |  | RMELKADQLY |  | KQKFIRGFCH |  | LCDGQEACCV |
| GLEAGINPSD |  | HVITSYRAHG |  | VCYTRGLSVR |  | SILAELTGRR |  | GGCAKGKGGS |
| MHMYTKNFYG |  | GNGIVGAQGP |  | LGAGIALACK |  | YKGNDEICLT |  | LYGDGAANQG |
| QIAEAFNMAA |  | LWKLPCVFIC |  | ENNLYGMGTS |  | TERAAASPDY |  | YKRGNFIPGL |
| KVDGMDVLCV |  | REATKFAANY |  | CRSGKGPILM |  | ELQTYRYHGH |  | SMSDPGVSYR |
| TREEIQEVRS |  | KRDPIIILQD |  | RMVNSKLATV |  | EELKEIGAEV |  | RKEIDDAAQF |
| ATTDPEPHLE |  | ELGHHIYSSD |  | SSFEVRGANP |  | WIKFKSVS   |  |            |

A: Аланін

C: Цистеїн

D: Аспарагінова кислота

E: Глутамінова кислота

F: Фенілаланін

G: Гліцин

H: Гістидин

I: Ізолейцин

K: Лізин

L: Лейцин

M: Метіонін

N: Аспарагін

P: Пролін

Q: Глутамін

R: Аргінін

S: Серин

T: Треонін

V: Валін

W: Триптофан

Кодований геном білок за функціями належить до оксидоредуктаз, фосфопротеїнів. 
Задіяний у таких біологічних процесах як цикл трикарбонових кислот, вуглеводний обмін, обмін глюкози, поліморфізм. 
Білок має сайт для зв'язування з молекулою піровиноградної кислоти, тіамін-пірофосфатом. 
Локалізований у мітохондрії.